# Dido és Aeneas
A Dido és Aeneas Henry Purcell háromfelvonásos operája.

## Az opera keletkezése
Az opera egy előkelő londoni leánynevelő-intézet számára készült 1689-ben. Szövegét Nahum Tate írta Vergilius Aeneis című eposza alapján. Bemutatója 1689 decemberében volt a chelsea-i Leányiskolában.

## Szereplők
| Szereplő       | Hangfekvés                    |
| -------------- | ----------------------------- |
| Dido           | szoprán vagy mezzoszoprán     |
| Belinda        | szoprán                       |
| Udvarhölgy     | szoprán                       |
| Két boszorkány | szoprán, mezzoszoprán         |
| Varázslónő     | mezzoszoprán                  |
| Aeneas         | tenor vagy bariton            |
| Tengerész      | tenor                         |
| Szellem        | mezzoszoprán vagy kontratenor |

- Történik: Karthágóban, a trójai háború után.
- Zenekar: kis együttes.

## Cselekmény
A trójai háború után Aeneas Karthágóba menekül, ahol a hős és a város királynője egymásba szeret. Gonosz alvilági szellemek azonban szervezkedésbe kezdenek a kapcsolat meghiúsítására. Egy vadászat közben a boszorkányok nagy vihart keltenek, és a párt elválasztják egymástól, Aenasszal pedig közlik: Jupiter parancsára Itáliába kell hajóznia. Dido nem hisz az isteni parancsban, és amint Aeneas és harcosai elhajóznak, véget vet életének.

## A zene
A történet kiváló lehetőségeket kínált Purcell számára, hogy jellem- és helyzetábrázoló tehetségét bemutassa. Az egész mű bővelkedik szebbnél szebb részletekben. Ezek sorából is kiemelkedik Dido búcsúéneke. A darab az olasz lamentók stílusát követve egy ötütemes, lefelé hajló, kromatikus indítású ostinato-basszus fölött teljesedik ki. A basszus téma összesen kilencszer jelenik meg. Az angolok ezt a passacagliára, illetve a chaconne-ra utaló eljárást „ground”-nak nevezték. Az opera előadói apparátusa szerény. A hangszeres kíséretet két hegedű és a mélyhegedű, valamint a continuót játszó hangszerek adják, és hiányoznak a basszus szerepek. A Dido és Aeneas Purcell egyetlen olyan színpadi darabja, amelyben nincsenek prózai részek.